# 毛利忍
毛利 忍（もうり しのぶ、1967年12月20日 - ）は、日本テレビ放送網コンテンツ戦略局所属のコンテンツプロデューサー兼Huluチーフプロデューサー。元制作局所属のプロデューサー。

## 人物
- 慶應義塾大学経済学部卒業。
- 同局では主にバラエティ番組を担当していて、以前は、面高直子、福田博之、松崎聡男、藤井淳、安岡喜郎、加藤幸二郎チーフプロデューサーの番組に携わっていた。
- 『AKB1じ59ふん!』を立ち上げて以降、AKB48など多数のアイドル番組を手がけている。
- 元はディレクターとして番組を制作していたため、いわゆる演出畑のプロデューサーである。現在担当している番組の中にも演出を兼務しているものがある。
- 一時期は編成局に配属されていた。
- ディレクター時代に担当していた『進ぬ!電波少年』の「15カ国少女漂流記」では15カ国の少女たちと共に無人島で生活していた。
- 演出家・福田雄一の呼出に応じる形で、『指原の乱』（テレビ東京・関東ローカル）に出演した[注 1]。他局の番組に出演者として初めて出演した。
- 2017年6月5日放送の「しゃべくり007」に指原の恩人としてゲスト出演した。
- 2015年6月1日付で編成局総合コンテンツ部コンテンツプロデューサーに異動し、2017年6月1日付で編成局総合編成部に改称。2022年6月1日付で改称し、現職。

## 担当番組

### 現在
プロデューサー
- 超・乃木坂スター誕生!
- 日向坂ミュージックパレード

### 過去
ディレクター
- 進ぬ!電波少年
- ズームイン!!サタデー
- 香取慎吾のアジアのMIKATA
- ワールド☆レコーズ

演出
- 香取慎吾の特上!天声慎吾
- ミンナのテレビ

総合演出
- さとこいめぐさん

編成（編成企画）
- くりぃむしちゅーのどっきり大作戦
- Music Lovers
- AKB1じ59ふん!
  - AKB0じ59ふん!
- HAPPY!

プロデューサー（演出・プロデューサー）
- 日テレジェニックの穴
- さんま&所の大河バラエティ!超近現代史!人間は相変わらずアホか!?（第2回）
- ロンブー&チュートの芸能人ヒットソングで爆笑ショーバトル!
  - ショーバト!
- AKB600sec.
- 24時間テレビ 「愛は地球を救う」（第33回）
- アイドルちん
- ギブアップ嬢
- なにわなでしこ
- SKE48のマジカル・ラジオ
  - SKE48のマジカル・ラジオ3
- ガチ?ガセ?バラエティー なるほどHS
- こんなのアイドルじゃナイン!?
- ミューズの鏡
- NMB48 げいにん!
  - NMB48 げいにん!!2
  - NMB48 げいにん!!!3
- ようこそ!東池袋ヒマワリ荘
- メグたんって魔法つかえるの?
- HaKaTa百貨店
  - HaKaTa百貨店 2号館
  - HaKaTa百貨店 3号館
- タカトシのクイズ!サバイバル
- サタデーナイトチャイルドマシーン
- 乃木坂46×HKT48 冠番組バトル!
  - NOGIBINGO!2
  - NOGIBINGO!3
- SKE48のエビフライデーナイト
- 裁判長っ!おなか空きました!
- 1億人の大質問!?笑ってコラえて!（プロデューサー→ラインプロデューサー→再びプロデューサー）
- アイドルの穴〜日テレジェニックを探せ!〜（演出兼務）
- もっとたりないふたり
- てんとうむChu!の世界をムチューにさせます宣言!
- SKE48 エビショー!
- SKE48 エビカルチョ!（演出兼務）
- 笑神様は突然に…
- アイドル☆リーグ!（月1回）
- ノギザカスキッツ
- 乃木坂スター誕生!
- 乃木坂スター誕生!2
- 新・乃木坂スター誕生!
- 26時“ちょい前”のマスカレイド
- AKB48 サヨナラ毛利さん
- OUT OF 48

ラインプロデューサー
- ガチガセ（途中まではプロデューサー）
- たりないふたり-山里亮太と若林正恭-（途中まではプロデューサー）
- SKE48のマジカル・ラジオ2（途中まではプロデューサー）

コンテンツプロデューサー
- AKBINGO!
- NOGIBINGO!
  - NOGIBINGO!4
  - NOGIBINGO!5
  - NOGIBINGO!6
  - NOGIBINGO!7
  - NOGIBINGO!8
  - NOGIBINGO!9
  - NOGIBINGO!10
- AKB48 旅少女
- 次世代アイドル発掘バラエティー 人気者になろう!
- AKB48の今夜はお泊まりッ
- HKT48 vs NGT48 さしきた合戦
- HKTBINGO!
- KEYABINGO!
  - KEYABINGO!2
  - KEYABINGO!3
  - KEYABINGO!4
- AKB チーム8のブンブン!エイト大放送
- STU48のセトビンゴ!
- SKEBINGO!
- 乃木坂どこへ

IPプロデューサー
- HINABINGO!
- HINABINGO!2

企画協力
- 桜からの手紙 〜AKB48 それぞれの卒業物語〜
- GJ部（主題歌協力）
- 帰宅部活動記録（主題歌協力）

Hulu
- 住住（制作）
- 架空OL日記（チーフプロデューサー）
- ミス・シャーロック/Miss Sherlock（2018年4月27日 - 、Hulu×HBOアジア） - エグゼクティブプロデューサー[1]
- だい！だい！だいすけお兄さん（プロデューサー）